# PBair
PBair — колишня авіакомпанія зі головним офісом у будівлі UBC II у Вадхані, Бангкок, Таїланд. Здійснювала планові внутрішні та міжнародні послуги. Її головною базою був Суварнабхумі аеропорт.

## Історія
Авіакомпанія була заснована в 1990 році Пія Бхіром Бхакді, президентом пивоварні Boon Rawd, найбільшого в Таїланді. Спочатку він використовувався тільки для польотів для персоналу пивоварні. У 1995 році він отримав ліцензію на надання чартерних рейсів і розпочав свою діяльність у 1997 році. У листопаді 2009 року всі рейси були припинені до подальшого повідомлення. У грудні 2009 року власник оголосив, що авіакомпанія повинна бути закрита назавжди, і не буде перезапускати операції через величезні втрати. Закриття було зареєстровано в органах влади 21 грудня 2009 року.

## Напрямки
PBair експлуатував такі послуги:
- Внутрішні заплановані маршрути: Бангкок (аеропорт Суварнабхумі), бурірам, лампанг, накхон-фаном, нан, рой ет, сакон-накхон, ме сот, мей-хон син (2006—2007)
- Міжнародне призначення: Da Nang, В'єтнам (2007—2009).
- Міжнародний чартерний пункт призначення: Сеул, Південна Корея.

## Флот

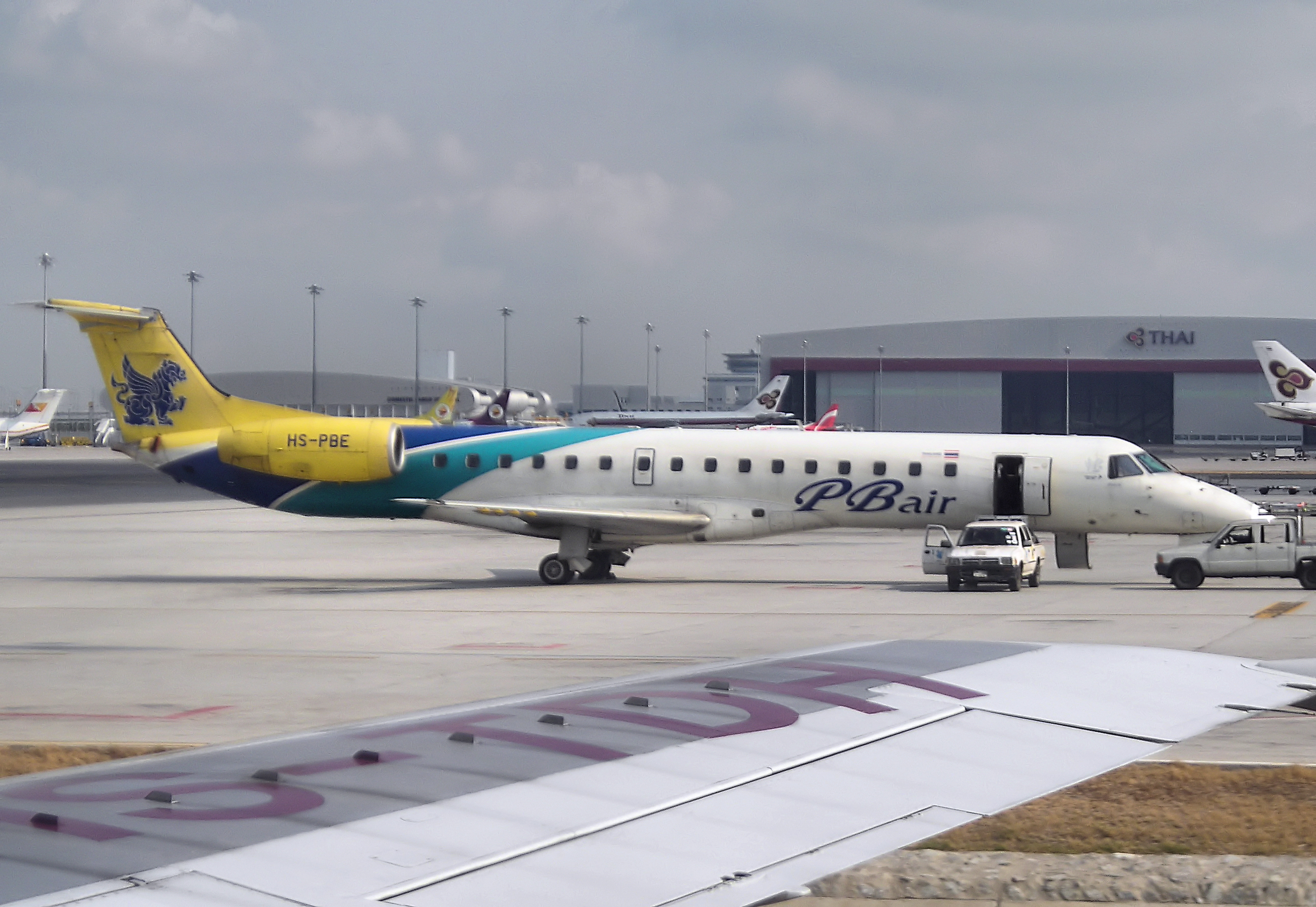
PBair Embraer 145LR в Суварнабхумі аеропорт

У травні 2009 року флот PBair складався з таких літаків:
2 ATR-72-500 орендовано від Bangkok Airways

### Раніше керовані
- 1 Dornier 328
- 3 Fokker F28-4000
- 1 Boeing 767—300
- 2 Embraer ERJ 145 LR